# Europejskie Igrzyska Halowe w Lekkoatletyce 1968 – skok w dal mężczyzn
Skok w dal mężczyzn – jedna z konkurencji technicznych rozgrywanych podczas lekkoatletycznych europejskich igrzysk halowych w hali Palacio de Deportes w Madrycie. Rozegrano od razu finał 9 marca 1968. Zwyciężył reprezentant Związku Radzieckiego Igor Ter-Owanesian, który był już mistrzem w tej konkurencji w 1966. Tytułu z poprzednich igrzysk nie bronił Lynn Davies z Wielkiej Brytanii.

## Rezultaty
Rozegrano od razu finał, w którym wzięło udział 12 skoczków.
Opracowano na podstawie materiału źródłowego.
| Miejsce | Zawodnik             | Wynik |
| ------- | -------------------- | ----- |
| 1       | Igor Ter-Owanesian   | 8,16  |
| 2       | Tõnu Lepik           | 7,87  |
| 3       | Bernhard Stierle     | 7,59  |
| 4       | Klaus Beer           | 7,55  |
| 5       | Jack Pani            | 7,53  |
| 6       | Jacinto Segura       | 7,45  |
| 7       | Dimostenios Maglaras | 7,18  |
| 8       | Michael Sauer        | 7,14  |
| 9       | Petyr Marin          | 7,09  |
| 10      | Miroslav Hutter      | 6,81  |
| 11      | Pasquale Santoro     | 5,43  |
| –       | Rafael Blanquer      | DNS   |